# William Findlay (Politiker)

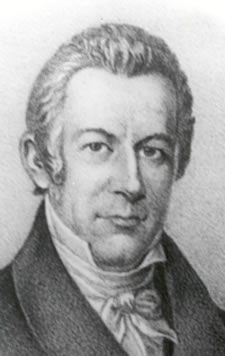
William Findlay

William Findlay (* 20. Juni 1768 in Mercersburg, Franklin County, Province of Pennsylvania; † 12. November 1846 in Harrisburg, Pennsylvania) war ein US-amerikanischer Politiker und von 1817 bis 1820 der 4. Gouverneur des Bundesstaates Pennsylvania.

## Frühe Jahre und politischer Aufstieg
William Findlay war ein Bruder von John Findlay (1766–1838) und von James Findlay (1770–1835), die jeweils Wahlbezirke der Staaten Pennsylvania bzw. Ohio im Kongress vertraten. Er besuchte die öffentlichen Schulen seiner Heimat. Danach arbeitete er zeitweise in der Landwirtschaft und war Mitglied der Landesmiliz. Nach einem Jurastudium arbeitete er in Franklinton in seinem neuen Beruf.
Im Jahr 1797 und nochmals von 1804 bis 1807 war er Abgeordneter im Repräsentantenhaus von Pennsylvania. Zwischen 1807 und 1817 war er Finanzminister (Treasurer) seines Staates. In diesem Jahr wurde er von der so genannten „New School“-Fraktion der Demokratisch-Republikanischen Partei zum neuen Gouverneur gewählt. Damals gab es innerhalb der Partei einen Machtkampf zwischen zwei Fraktionen. Die „New School“ trat für Schutzzölle, eine Bundesbank und einen durch die öffentliche Hand finanzierten Ausbau der Infrastruktur ein. Die Gegenseite, die sogenannte „Old School“, setzte sich für eine Beschränkung der Regierungsbefugnisse ein und war gegen die von der „New School“ unterstützten Programme.

## Gouverneur von Pennsylvania
William Findlay trat sein neues Amt am 16. Dezember 1817 an. Er war der erste Gouverneur, der in der neuen Hauptstadt Harrisburg amtierte. Da die Regierungsgebäude aber noch nicht fertiggestellt waren, erledigte er einen großen Teil seiner Arbeit von seiner Privatwohnung aus. Aufgrund der Feindschaft zwischen den beiden Flügeln seiner Partei hatte er einen schweren Stand. Die „Old School“ führte eine Untersuchung über Findlays Amtszeit als Finanzminister durch und betrieb dessen Amtsenthebung als Gouverneur. Dieser Versuch scheiterte, schadete aber dem Ansehen Findlays. Eine Wirtschaftskrise im Jahr 1819 sorgte für eine Verschlechterung der allgemeinen Umstände im Land, was ebenfalls dem Gouverneur schadete. Bei den nächsten Wahlen gelang es der „Old School“, Findlay zu schlagen. Daher musste er am 19. Dezember 1820 aus dem Amt ausscheiden.

## Weiterer Lebenslauf
Nach dem Ende seiner Gouverneurszeit schaffte Findlay die Wahl in den US-Senat. Dort verblieb er zwischen 1821 und 1827. Im Senat war er Vorsitzender des Landwirtschaftsausschusses (Chairman, Committee on Agriculture). Gegen Ende der 1820er Jahre trat er der neuen von Andrew Jackson gegründeten Demokratischen Partei bei. Zwischen 1827 und 1841 war er Direktor der United States Mint. Dieses Amt gab er im Jahr 1841 aus gesundheitlichen Gründen auf. Danach zog er nach Harrisburg, wo er bis zu seinem Tod im Jahr 1846 mit seiner einzigen Tochter lebte. William Findlay war mit Nancy Irwin verheiratet.